# Пауль Сегуін
Пауль Сегуін (нім. Paul Seguin, нар. 29 березня 1995, Магдебург, Німеччина) — німецький футболіст, центральний півзахисник клубу «Шальке 04».

## Ігрова кар'єра

### Клубна
Пауль Сегуін почав займатися футболом у своєму рідному місті Магдебург. З 2007 року він є гравцем молодіжного складу клубу «Вольфсбург». З 2014 року Сегуін почав виступати за другу команду "вовків" у Регіональній лізі. У березні 2015 року Сегуін зіграв свою першу гру на професійному рівні, коли вийшов на заміну у матчі Кубка Німеччини проти «РБ Лейпцига».
У Бундеслізі футболіст дебютував у квітні 2016 року у матчі проти «Аугсбурга». В подальшому, не маючи постійної ігрової практики, Сегуін змушений був грати в оренді у клубах нищих ліг. Півзахисник пограв у дрезденському «Динамр» та «Гройтер Фюрт». Після закінчення оренди влітку 2019 року футболіст підписав з «Гройтером» контракт на постійній основі.
У липні 2022 року як вільний агент Сегуін перейшов до столичного «Уніона», з яким за результатами сезону 2022/23 виборов право грати у груповій стадії Ліги чемпіонів.

### Збірна
У 2016 році Пауль Сегуін зіграв одну гру у складі молодіжної збірної Німеччини.

## Титули
Вольфсбург
 Переможець Кубка Німеччини: 2014/15